# Leopard Tamakuma

Leopard tamakura en combat de boxe

Leopard Tamakuma (レパード 玉熊), de son vrai nom Yukito Tamakuma (玉熊 幸人, Tamakuma Yukito) est un boxeur japonais né le 25 janvier 1964 à Aomori.

## Carrière
Passé professionnel en 1983, il devient champion du monde des poids mouches WBA le 29 juillet 1990 après sa victoire par arrêt de l'arbitre au 10e round contre le sud-coréen Lee Yul-woo. Tamakuma conserve sa ceinture contre Jesus Rojas en faisant match nul le 6 décembre suivant puis est battu par Elvis Álvarez le 14 mars 1991. Il met un terme à sa carrière de boxeur professionnel après ce combat sur un bilan de 27 victoires, 5 défaites et 1 match nul.